# مارك ريد (فيزيائي)
مارك ريد (بالإنجليزية: Mark Reed)‏ هو فيزيائي أمريكي، ولد في 4 يناير 1955.